# Бема
Бема (італ. Bema) — муніципалітет в Італії, у регіоні Ломбардія,  провінція Сондріо.
Бема розташована на відстані близько 530 км на північний захід від Рима, 80 км на північ від Мілана, 24 км на захід від Сондріо.
Населення — 126 осіб (2014).
Щорічний фестиваль відбувається 24 серпня. Покровитель — святий Варфоломій.

## Демографія
Населення за роками:

Станом на 1 січня 2023 року в муніципалітеті офіційно проживали 3 іноземці з 2 країн, серед них 3 громадяни країн Євросоюзу.

## Сусідні муніципалітети
- Альбаредо-пер-Сан-Марко
- Аверара
- Козіо-Вальтелліно
- Джерола-Альта
- Морбеньо
- Педезіна
- Разура